# 岩義人
岩 義人（いわ よしと、1996年2月26日 - ）は、日本の元舞台俳優。福岡県出身。office3rock所属。かつてはアミューズ、オブジェクトに所属していた。

## 略歴
2006年、スターキッズオーディション審査員特別賞受賞し、芸能活動を始める。舞台を中心に活躍し、CM、映画、声優、朗読劇など活動の幅を広げていた。
2018年夏に出演した舞台で、泣き叫んで怒る芝居の後、気絶に近い感じで倒れた。その際にはすぐに立ち上がれたが、医師から脱力症状であると診断を受ける。更に2019年夏には、舞台稽古中に「芝居をしながら寝ている」と共演者から指摘を受け、演出家からの勧めもあり、睡眠内科を受診。すると、自身が重度のナルコレプシー（居眠り病）であることが判明した。2020年4月30日、自身のTwitterで症状を明かし、芸能活動を休止してYouTuberに転身することを発表した。仲間と3人ユニット「calendar」を組んで活動していたが、2022年現在、同ユニットのYouTubeチャンネルからは動画が全て削除されている。

## 出演

### 舞台
- FROGS（2008年・2009年） - おたまじゃくしーず 役
- エブリ リトル シング（2008年・2009年）
- 冒険絵本 PINOCCHIO -ピノキオ-（2011年）
- 少年探偵団（2011年）
- ミュージカル・テニスの王子様2ndシーズン（2012年 - 2014年） - 堀尾聡史 役
- ちっちゃな英雄（ヒーロー）（2015年 - 2016年、サンリオピューロランドフェアリーランドシアター） - ジョージ 役
- ミュージカル『青春-AOHARU-鉄道2 〜信越地方よりアイをこめて〜』（2016年） - IGRいわて銀河鉄道 役
- バグバスターズ（2016年） - 石原諭吉 役
- 鬼切丸伝〜源平鬼絵巻〜（2017年） - 渡辺綱 / 藤原泰衡 役
- ソラリネ。#17「蜘蛛」（2017年）‐ 死刑囚 役
- BOX-SING（2017年）‐ 米本岳 役
- マーカライトブルーDeeper（2017年）‐ タンドレス 役
- 舞台「to be YOU to be ME」（2017年）‐ ユーヘイ 役
- 進戯団夢命クラシックス「SHIN」（2017年）‐ 藤堂平助 役
- BOX-SING ~3ROUND/4ROUND~（2017年）‐ 米本岳 役
- AKA Company ブロードウェイミュージカル『SHE LOVES ME』（2017年）‐ ウェイター 役
- BOX-SING ~5ROUND~（2017年）‐ 米本岳 役
- 東京ハートブレイカーズ「サブマリン」（2017年）‐ 小山田俊 役
- BOX-SING ~3ROUND~（2017年）
- マーカライトブルーCrimoson（2017年）‐ タンドレス 役
- ASSH十五周年記念興行・第三弾『雷ケ丘に雪が降る』（2017年）‐ 胤春 役
- CLIE「Like A」（2018年）‐ メートル・ドテール 役
- 横浜ダブルブッキング（2018年）‐ マサル 役
- マーカライトブルーBlessed（2018年）‐ タンドレス 役
- ソラリネ。#20「蝉」（2018年）‐ 高木 役
- 朗読劇『theater of fairytale』（２018年）
- CLIE おん・すてーじ『真夜中の弥次さん喜多さん』三重（2018年）‐ シバタ 役
- Shimapro 舞台「男子はつらくないよ？」（2018年）‐ 山石義則 役
- 劇団時間制作 第十七回公演「白紙の目次」（2018年）‐ 三浦光輝 役

### CM
- オリックスレンタカー（2007年）

### 映画
- プラチナデータ（2013年）
- 君から目が離せない 〜Eyes On You〜（2019年）
- 多動力 THE MOVIE（2019年） - 福山聖二とのダブル主演
- バイバイ、ヴァンプ!（2020年）

### 声優
モーションコミック
- Comic Festa 放課後､ラブホで､先生と｡（2017年4月24日より全6話、田中[4]）
- Comic Festa キスまで、あと1秒。（2017年4月28日より全6話、クラス委員[5]）